# イメ×ドキ
『イメ×ドキ』とは日本テレビで2010年8月14日から10月2日まで土曜日24:50 - 25:20に放送されていた日本のバラエティ番組。番組タイトルは「イメージランキング ドッキリ検証」が由来となっていた。
レギュラー放送開始前の2010年3月29日23:58 - 24:29にはパイロット版が放送された。
2010年10月13日22:00 - 23:24にはプライムタイムでスペシャルが放送された。

## 概要
視聴者から募った様々なイメージランキングの1位を当てる。またそれを元に、ランキング上位のタレントにドッキリを仕掛け、イメージに合う行動を取るか実際に確かめる。

## 出演

### MC
- 内村光良（ウッチャンナンチャン）

### 常連ゲスト
- 劇団ひとり
- 山崎弘也（アンタッチャブル）
- オードリー（若林正恭・春日俊彰）

ほか

### スペシャルのゲスト
劇団ひとり
有吉弘行
山崎弘也（アンタッチャブル）
オードリー（若林正恭・春日俊彰）
松井珠理奈(SKE48)
高島礼子
西山茉希
北斗晶

### ナレーション
- 芦田愛菜
- 石井蒼月
- 神代知衣

## スタッフ

### レギュラー版
- 構成：カツオ、藤澤雅孔、森本雅也、yusaku
- TM：江村多加司
- SW：鎌倉和由
- CAM：蔦佳樹、中村哲也
- MIX：藤岡絵里子
- AUD：青山禎矢
- VE：三崎美貴、石野太一
- VTR：八木一夫、牛山敏彦
- 照明：榎本舞
- 美術プロデューサー：大川明子
- 美術デザイン：栗原純二
- メイク：栗原真理亜
- 大道具：増子純一
- 小道具：片岡あさみ
- 電飾：佐藤勉
- CG：大隈商店
- イラスト：菅原大規
- 編集：大関秀雄
- MA：植木俊彦
- 音効：岡田淳一
- 技術協力：NiTRO、麻布プラザ
- 美術協力：日本テレビアート
- 編成：土谷幸弘
- 編成企画：鯉渕友康、田中裕樹
- 宣伝：松榮大
- TK：山沢啓子
- デスク：小林祐子
- AD：藤田志帆、豊崎悠介、阿部雄一郎、高木快郎、川口順也
- AP：山口敦司、菅沼明子
- ディレクター：栗原利典、蛯原俊行、関根健二、佐藤珠恵、加藤昌義、武田聡志、藤崎一成、原田大輔、大輪和孝
- 企画演出：黒川高
- プロデューサー：松本京子、天笠ひろ美、坂井康世
- チーフプロデューサー：安岡喜郎
- 制作協力：SION、THE WORKS
- 製作著作：日本テレビ

### パイロット版
- ナレーション：石井蒼月
- 構成：森本雅也、藤澤雅孔、カツオ
- TM：江村多加司
- SW：小林宏義
- CAM：蔦佳樹
- AUD：大島康彦
- VE：中村宏美
- MIX：小野敏之
- VTR：三崎美貴
- 照明：榎本舞
- 美術プロデューサー：大川明子
- 美術デザイン：栗原純二
- メイク：奥松かつら
- 大道具：増子純一
- 小道具：片岡あさみ
- 電飾：佐藤勉
- CG：大隈商店
- イラスト：菅原大規
- 編集：大関秀雄
- MA：植木俊彦
- 音効：岡田淳一
- 技術協力：NiTRO、麻布プラザ
- 美術協力：日本テレビアート
- 編成：土谷幸弘
- 編成企画：鯉渕友康
- 宣伝：高木明子
- TK：山沢啓子
- デスク：小林祐子
- AD：藤崎一成、柳橋宏子、妹尾友祐
- AP：山口敦司、菅原めぐみ
- ディレクター：波多野俊介、栗原利典
- 企画・演出：黒川高
- プロデューサー：松本京子、天笠ひろ美、坂井康世
- チーフプロデューサー：安岡喜郎
- 制作協力：THE WORKS、SION
- 製作著作：日本テレビ

## ネット局
| 放送対象地域 | 放送局         | 放送期間                       | 放送日時                                                           | 備考                |
| ------------ | -------------- | ------------------------------ | ------------------------------------------------------------------ | ------------------- |
| 関東広域圏   | 日本テレビ     | 2010年8月14日 - 10月2日        | 土曜 24:50 - 25:20                                                 | 制作局              |
| 福岡県       | 福岡放送       | 2010年10月5日 - 11月16日       | 火曜 26:04 - 26:34                                                 |                     |
| 長野県       | テレビ信州     | 2010年10月7日 - 11月11日       | 木曜 24:58 - 25:33                                                 | 最終回は未放送      |
| 長崎県       | 長崎国際テレビ | 2010年10月30日 - 2011年4月15日 | 土曜 14:30 - 15:00（ - 2011年3月） 金曜 25:58 - 26:28（2011年4月） | 一度だけ日曜に放送  |
| 新潟県       | テレビ新潟     | 2011年1月13日 - 2月17日        | 木曜 24:38 - 25:08                                                 |                     |
| 中京広域圏   | 中京テレビ     | 2011年2月9日 - 3月16日         | 水曜 26:15 - 26:47                                                 | 最終回は未放送      |
| 広島県       | 広島テレビ     | 2011年3月5日 - 4月15日         | 日時不定                                                           |                     |
| 近畿広域圏   | 読売テレビ     | 2011年5月6日 - 5月27日         | 金曜 25:58 - 26:58                                                 | キン★ドン第3部・4部 |
| 北海道       | 札幌テレビ     | 2011年7月31日 - 9月25日        | 日曜 11:45 - 12:15                                                 |                     |

- この他、一部の回のみ放送した局もある。